# (295444) 2008 MN
(295444) 2008 MN es un asteroide perteneciente al cinturón de asteroides, descubierto el 24 de junio de 2008 por Fabrizio Tozzi desde el Observatorio Skylive, Catania, Italia.

## Designación y nombre
Designado provisionalmente como 2008 MN. 

## Características orbitales
2008 MN está situado a una distancia media del Sol de 3,153 ua, pudiendo alejarse hasta 4,370 ua y acercarse hasta 1,936 ua. Su excentricidad es 0,386 y la inclinación orbital 27,010 grados. Emplea 2045,13 días en completar una órbita alrededor del Sol.
Los próximos acercamientos a la órbita de Júpiter ocurrirán el 7 de enero de 2063, el 27 de abril de 2074 y el 25 de enero de 2170.

## Características físicas
La magnitud absoluta de 2008 MN es 15,56. Tiene 4,660 km de diámetro y su albedo se estima en 0,028.